# 椛島有三
椛島 有三（かばしま ゆうぞう、1945年 - ）は、日本の政治活動家、社会運動家。日本会議事務総長、日本青年協議会・日本協議会会長、美しい日本の憲法をつくる国民の会事務局長。

## 経歴
佐賀県に生まれる。
1965年に長崎大学に進学、1970年に中退、衛藤晟一らと日本青年協議会を結成。月刊誌『祖国と青年』を主宰し、同誌に多数の寄稿を行う。曰く、
1978年に石田和外が中心になって結成された「元号法制化実現国民会議」、それを改組して1981年に結成された日本を守る国民会議で事務局長を務め、1997年にその後身として結成された日本会議では事務総長となった。また、天皇陛下御即位十年奉祝委員会事務局長、天皇陛下御即位20年奉祝委員会副事務総長なども務めた。
2016年、朝日新聞記者の藤生明は、活動当初から今日までの椛島らの活動を振り返り、「学生時代からビラを配り、新聞を作り、選挙で自治会を掌握した。「左翼のマネばかりするな」といわれながらも、署名を集め、地方議会の決議を積み上げた。とにかく「まじめ」。仕事ぶりで保守派の信頼を獲得し、政権中枢への足がかりをえた。」と述べた。

## 人物・言及

### 生長の家との関係
- 椛島は新興宗教「生長の家」の関連団体、日本青年協議会・日本協議会の会長であり、同団体の機関紙『祖国と青年』を主催している[2][3]。

- 藤生によると、椛島は長崎大学の学生時代に、当時は反共愛国路線であったとされる生長の家（現・生長の家本流運動）を信仰しており、学園正常化を目指し「デモ反対・全学連反対」のビラを配っていた際、リンチに遭って全学連打倒を決意し[注 1]、学生自治会の選挙に仲間を擁立して活動、民族派の自治会を誕生させることに成功したとしている[6]。また、日本青年協議会は、生長の家学生会全国総連合の（生学連）の仲間らとOB組織を結成したとされ、統一教会系の「原理研究会」とも協力して「長崎大学学生協議会」（長大学協）を結成したと述べている[6]。また、椛島が生み出した「学協方式」と呼ばれる「ビラ、新聞、講演会、学習会を駆使する学内マスコミの確立といった組織的な戦術」は生学連を通じて全国の学生運動に広まっていったとしている[6][注 2]。

### 『日本会議の研究』裁判
BuzzFeed Japanは、菅野完の著書『日本会議の研究』の出版停止を求める申入書が「日本会議事務総長 椛島有三」を差出人として発行元の扶桑社へ2016年4月28日に送付されたと報じた。申入書は『日本会議の研究』について「日本会議について裏付けの取れない証言を並べ、活動を貶める目的で編集されており、団体・個人の名誉を傷つける。」とし、「日本会議が、宗教的背景を持つ特定の人物」に関連づけられた結論については、「全く事実に反している」と主張している（同書は2017年1月、東京地裁が一部記述について、取材も客観的資料もないことを著者自身が認識しており「真実でないと言わざるを得ない」と名誉棄損を認め、該当箇所を一部伏せ字にしなければ販売不可という販売差し止め仮処分の決定を下した。
その後、2017年3月31日に東京地裁は扶桑社の不服申し立てを認め、差し止め命令を取り消す逆転決定を出した。差し止めを認めた１月の決定は一部の記述について「真実ではない可能性が高い」と判断したが、今回の決定は差し止めにはより厳格な立証が必要と言及した上で、「真実ではないことが明白であると認めるのは困難」と認定され、前回決定を受けて墨塗りされていた箇所も元通りになったものが復活した。

## おもな著書

### 単著
- 米ソのアジア戦略と大東亜戦争　明成社、2007年　ISBN 9784944219520
- 皇室を発見した若者たち―ご在位十年　天皇陛下御即位十年奉祝委員会、2000年

### 共著
- （江崎道朗との共著）戦後教育を歪めたGHQ主導の教育基本法―国会議論の焦点「国を愛する心」「宗教的情操」「教育に対する国の責任」を問う　明成社（日本会議ブックレット）、2006年　ISBN 9784944219445
- （中西輝政との共著）日本再興へ!―皇室を守り、尖閣・沖縄を防衛し、中国の脅威に如何に立ち向かうか　明成社（日本会議ブックレット）、2012年　ISBN 9784905410157
- （仲村俊子との共著：日本会議事業センター 編）祖国復帰は沖縄の誇り　明成社（日本会議ブックレット）、2012年　ISBN 9784905410058